# Diaphorina brevicornis
Diaphorina brevicornis är en insektsart som beskrevs av Franklin William Pettey 1933. Diaphorina brevicornis ingår i släktet Diaphorina och familjen rundbladloppor. Inga underarter finns listade i Catalogue of Life.